# Упередження самовибірки
В статистиці, упередження самовибірки (англ. self-selection bias) виникає в будь-якій ситуації, у якій люди вибирають самих себе у групу; це створює упереджену вибірку з неймовірнісним відбором. Термін зазвичай використовується, щоб описати ситуації, де характеристики людей, які їх змушують відібрати себе до групи, створюють ненормальних або небажані умови у групі. Упередження тісно пов'язане з упередженням відсутності відповіді, коли група людей, яка відповідала (тобто була включена у вибірку), має статистично відмінні відповіді, ніж група, яка не відповідала (не була включена до вибірки).
Упередження самовибірки є однією з основних проблем досліджень в соціології, психології, економіки і багатьох інших соціальних науках. В цих областях, опитування, які страждає від упередження самовибірки називається опитування з самообраним слухачем або «помиї» (гра слів при скороченні англ. self-selected listener opinion poll, скор. SLOP).
Термін упередження вибірки також використовується в криміналістиці для опису процесу, за допомогою якого конкретні схильності можуть схилити порушника до вибору злочинної кар'єри і способу життя.
Хоча ефекти упередження самовибірки тісно пов'язані з ефектами селективного упередження, проблема виникає з досить різних причин; таким чином, цілеспрямований намір з боку респондентів може вести до упередження самовибірки, а інші типи селективного упередження можуть виникнути більш випадково, можливо в результаті помилок тих, хто проектує будь-яке конкретне дослідження.

## Пояснення
Упередження самовибірки  робить визначення причинності складнішим. Наприклад, значно більш високі тестові бали можуть спостерігається у студентів, які беруть участь у курсі підготовки до тестів. Внаслідок впливу самовибірки може існувати цілий ряд відмінностей між людьми, які вирішили пройти цей курс, і тими, хто вирішили не проходити, такі як мотивація, соціально-економічний статус, або попередній досвід здачі тесту. Через самовибірку під впливом зазначених факторів, можна спостерігати суттєву різницю у середніх результатах тестів між двома популяціями, незалежну від будь-якої можливості курсу підготовки вплинути на отримання вищих результатів тестів.
Упередження самовибірки створює проблеми при дослідженні про програми чи продукти. Зокрема, самовибірка впливає на оцінку того, чи має дана програма має якийсь вплив або ні, та ускладнює інтерпретацію дослідження ринку.

## См. також
- Помилка вибору
- Упередження вибірки
- Випадкова вибірка (вибірка з недотриманням ймовірностей, з легкодоступної популяції)
- Слабкий антропний принцип